# Google Presentazioni
Presentazioni Google è un programma di editor di presentazioni multimediali facente parte della suite gratuita (o a pagamento: Google Workspace) di Google Docs Editors di Google.
Il servizio include anche: Google Docs, Fogli Google, Google Disegni, Google Forms, Google Sites e Google Keep.

## Descrizione
Presentazioni Google è disponibile come applicazione web, app mobile per: Android, IOS, Microsoft Windows, BlackBerry OS e come applicazione desktop su Chrome OS. L'app è compatibile con i formati dei file Microsoft PowerPoint. L'app consente agli utenti di creare e modificare file online mentre collaborano con altri utenti in tempo reale. Le modifiche vengono tracciate dall'utente con una cronologia delle revisioni che presenta le modifiche. La posizione di un editor viene evidenziata con un colore e un cursore specifici per l'editor e un sistema di autorizzazioni regola ciò che gli utenti possono fare. Gli aggiornamenti hanno introdotto funzionalità che utilizzano l'apprendimento automatico, tra cui "Esplora", che offre layout e immagini suggeriti per le presentazioni e "Elementi di azione", che consentono agli utenti di assegnare attività ad altri utenti.